# Cal Sefus
Cal Sefus és una Torre medieval de planta quadrada de dues plantes d'alçada protegida com a bé cultural d'interès local del municipi de Tarragona. La seva forma de torre està vinculada amb la seva localització molt propera a la muralla.

## Descripció
Torre medieval de planta quadrada, amb dos pisos d'alçada. Presenta una gran porta amb arc de mig punt a la façana que dona a la Baixada del Roser i cinc finestres. A la façana de la plaça del Pallol es documenta una porta més petita, també amb arc de mig punt i dues finestres. La construcció es va fer amb carreus de mitjanes dimensions ben tallats. Es conserva part de l'estructura interior d'època baix-medieval.
Les finestres, rectangulars, tenen una gran rebaix de pedra amb motllura sostingut a algunes d'elles per una mènsula ornada a cada costat.

## Història
El 1978 es va restaurar la façana, amb un projecte de l'arquitecte municipal Lamich Fontanet.
Aquesta mansió formà part de la residència del Dominics quan, arran la guerra dels Segadors, van haver d'evacuar el convent situat extramurs.
Refugiats a l'interior de la plaça, les voltes romanes foren habilitades com temple i la casa contigua servia d'alberg pels religiosos fins que es van traslladar al convent dels Dominics de la plaça de la Font, avui ocupat per l'Ajuntament i la Diputació.
Propietat de la familia Rovira Magarolas durant el segle XIX i principis del segle XX